# Liste der Kulturdenkmäler in Kyllburgweiler
In der Liste der Kulturdenkmäler in Kyllburgweiler sind alle Kulturdenkmäler der rheinland-pfälzischen Ortsgemeinde Kyllburgweiler aufgeführt. Grundlage ist die Denkmalliste des Landes Rheinland-Pfalz (Stand: 27. Juni 2022).

## Denkmalzonen
| Bezeichnung          | Lage | Baujahr                 | Beschreibung | Bild            |
| -------------------- | ---- | ----------------------- | --- | --------------- |
| Denkmalzone Ortskern | Lage | 18. und 19. Jahrhundert | die gesamte historische Ortslage bestehend aus Streugehöften (mit überwiegend giebelständigen Häusern) und der Kirche, Zeugnis bäuerlichen Lebens und dörflicher Baukultur im 18. und 19. Jahrhundert | Fotos hochladen |

## Einzeldenkmäler
| Bezeichnung                           | Lage                               | Baujahr         | Beschreibung                                                                             | Bild            |
| ------------------------------------- | ---------------------------------- | --------------- | ---------------------------------------------------------------------------------------- | --------------- |
| Backhaus                              | Dorfstraße 2 Lage                  | 19. Jahrhundert | zweigeschossiges Backhaus, 19. Jahrhundert                                               | BW              |
| Hofanlage                             | Dorfstraße 13 Lage                 | 1868            | langer Streckhof, bezeichnet 1868, Scheune eventuell älter                               | Fotos hochladen |
| Katholische Filialkirche St. Wendelin | Dorfstraße 16 Lage                 | 1749            | kleiner Saalbau, 1749, Dachreiter 1860; in der Kirchhofstützmauer Kreuz, bezeichnet 1620 | Fotos hochladen |
| Quereinhaus                           | Dorfstraße 27 Lage                 | 1806            | Wohnteil eines stattlichen Quereinhauses, bezeichnet 1806                                | Fotos hochladen |
| Quereinhaus                           | Dorfstraße 30 Lage                 | 1691            | vorderes Drittel des Hauses, 1691, Erweiterung bezeichnet 1890                           | Fotos hochladen |
| Wegekreuz                             | Seinsfelder Straße Lage            | 1758            | Schaftkreuz, 1758                                                                        | Fotos hochladen |
| Patischkreuz                          | nordwestlich des Ortes Lage        | 1590            | Vollnischenkreuz, bezeichnet 1590                                                        | BW              |
| Wegekreuz                             | nordwestlich des Ortes Lage        | 1743            | Totengedächtniskreuz, bezeichnet 1743                                                    | BW              |
| Wegekreuz                             | nordwestlich des Ortes Lage        | 1634            | Schaftkreuz, 1634, Renovierung bezeichnet 1910                                           | BW              |
| Wegekreuz                             | südlich des Ortes an der K 85 Lage | 16. Jahrhundert | (nach)gotisches Nischenkreuz, wohl aus dem 16. Jahrhundert                               | Fotos hochladen |
| Wegekreuz                             | südlich des Ortes an der L 34 Lage | 16[x]0          | Nischenkreuz, bezeichnet 16[x]0                                                          | Fotos hochladen |